# 스펙트럼 반지름
수학에서 스펙트럼 반지름(spectrum半径, 영어: spectral radius)이란, 복소정방행렬이나 위상 벡터 공간 위의 유계 작용소의 고윳값의 절댓값의 상한을 말한다. 주로 그리스 문자 ρ로 표기한다.

## 행렬의 스펙트럼 반지름과 여러 가지 성질
A ∈ MnC을 복소정방행렬, 복소수 λ1, ...,λs를 고윳값이라고 하면, A의 스펙트럼 반지름 ρ(A)는 아래와 같이 정의된다.
{\displaystyle \rho (A):=\max _{i}(|\lambda _{i}|)}
보다 일반적으로, 복소수 바나흐 대수의 원소 A에 대하여 스펙트럼 σ(A) = {λ ∈ C | I λ - A는 역행렬을 갖지 않음} 에 포함되는 수의 절댓값의 상한 ρ(A) 이 A 의 스펙트럼 반지름이라고 불린다(여기서 I는 바나흐 대수의 단위원소이다).
유계 작용소 A 와 작용소 노름 ||·|| 에 대하여, 다음과 같은 식이 성립한다.
{\displaystyle \rho (A)=\lim _{k\to \infty }\|A^{k}\|^{1/k}.}
복소수 힐베르트 공간 위의 유계 작용소는, 그 스펙트럼 반지름이 수치 반지름(영어: numerical radius)과 일치하는 경우, 스펙트럼형 작용소(영어: spectraloid operator)라고 불린다. 이러한 작용소의 예로는 정규 작용소가 있다.

## 참고 문헌
- Gert K. Pedersen (2001). 《Analysis Now》. Graduate Texts in Mathematics (영어) Correct판. Springer. ISBN 978-0387967882.
- Ronald G. Douglas (1998). 《Banach Algebra Techniques in Operator Theory》. Graduate Texts in Mathematics (영어). Springer. ISBN 978-0387983776.